# Mango (software)
Mango is een vrij en open source chatprogramma dat XUL en het XMPP-protocol voor instant messaging gebruikt.